# Антонио, Марта Канга
Марта Канга Антонио (фр. Martha Canga Antonio; род. 12 июня 1995, Монс, Валлония) — бельгийская актриса

.

## Биография
Марта Канга Антонио родилась в семье выходцев из Анголы. Она выросла в Льеже и Мехелене. Она владеет английским, французским, немецким, голландским, португальским, испанским, шведским и английским языками.
Канга Антонио, окончившая факультет управления коммуникациями в Брюссельском Университетском колледже Эразмус в 2014 году, из 450 кандидатов была отобрана для персонажа Мавелы для участия в фильме про чернокожих режиссёров Адиля Эль-Арби и Билалла Фаллаха. У будущей актрисы не было никаких актёрских талантов, но она была выбрана создателями фильма. Готовясь к съемкам, она должна была посмотреть несколько указанных фильмов. В ноябре 2015 года она участвовала в кинофестивале «Черные ночи» и номинировалась как Лучшая актриса. В декабре 2015 года она была номинирована на премию «Европейская кинозвезда» на Берлинском кинофестивале.
Помимо актёрской карьеры Канга Антонио также является певицей группы «Soul of Art», объединяющая жанры хип-хоп и соул на английском, французском и английском языках.